# Izabela II.
Izabela II. (španjolski Isabel II.), španjolska kraljica. Na osnovi Pragmatičke sankcije (1830.) naslijedila je oca Ferdinanda VII. U vrijeme njezine maloljetnosti državom je kao regentica upravljala njezina majka Marija Kristina (María Cristina od Napulja) (1833. – 1841.), a potom general Baldomer Espartero (1841. – 1843.).

## Biografija
Izabelino pravo na kraljevski naslov osporio je Don Carlos (brat njezina oca Ferdinanda VII.), koji je sa svojim pristašama (karlisti) protiv Izabele vodio dva karlistička rata (od 1833. do 1839., i 1847. – 1849.). Nakon pada generala Espartera (1843.), Izabela je odlukom Cortesa (parlameta) proglašena punoljetnom te otada vlada samostalno.
Njezinu vladavinu obilježile su žestoke međustranačke borbe između liberalnih i konzervativnih vlada. Nakon pobune mornarice pred Cádizom i revolucionarnih zbivanja koja su uskoro uslijedila, Izabela je bila prisiljena na bijeg u Pariz (1868.).
Zamijenio ju je vojvoda od Aoste, koji je kratko vladao kao Amadeo I. Nakon njegove abdikacije, uspostavljena je Prva republika, no ta nije bila dugoga vijeka te je na prijestolje doveden Izabelin sin Alfons XII. (1874.) kojem je ona de iure predala kraljevske prerogative četiri godine prije.
Kao zanimljivost, valja upozoriti na način kako je Izabela uspjela očuvati prijestolje tijekom dugih godina političkih previranja.
Srećom po nju, seksualnih apetita i mladosti nije joj nedostajalo, a čini se da ljubavnike nije dijelila ni po stranačkoj pripadnosti.
Muž joj je bio homoseksualac pa nije mnogo mario za njezinu nevjeru (sko bi se to tako uopće moglo zvati).
Otud je njezin sustav vlasti nazvan "Čudesnim dvorom". Pretpostavlja se da je biološki otac njezina sina Alfonsa XII. zapovjednik straže Enrique Puig y Moltó.